# Hamdou Elhouni
Hamdou Elhouni, né le 12 février 1994 à Tripoli, est un footballeur international libyen. Il évolue au poste d'attaquant à Al-Ahly Tripoli.
Le 31 mai 2019, Hamdou Elhouni est sacré champion d’Afrique avec l’Espérance sportive de Tunis remportant la Ligue des champions de la CAF 2018-2019 contre le Wydad Athletic Club.

## Biographie

### En club
Il participe à la Ligue des champions d'Afrique avec le club d'Al-Ahly Tripoli.

### En équipe nationale
Il reçoit sa première sélection en équipe de Libye le 18 mai 2014, contre le Rwanda. Ce match nul et vierge rentre dans le cadre des éliminatoires de la Coupe d'Afrique des nations 2015.
Il inscrit son premier but le 9 juin 2017, contre les Seychelles, lors des éliminatoires de la Coupe d'Afrique des nations 2019 (victoire 5-1). Il marque son deuxième but le 4 septembre 2017, contre la Guinée, lors des éliminatoires du mondial 2018 (victoire 1-0).

## Palmarès
- Champion de Libye en 2014 et 2025 avec l'Al-Ahli Tripoli
- Coupe du Portugal 2018 avec CD Aves
- Supercoupe de Tunisie en 2019 et 2020
- Championnat de Tunisie en 2019, 2020, 2021 et 2022
- Ligue des champions de la CAF 2018-2019
- Supercoupe de la CAF 2019- 2020 : Finaliste

## Distinctions personnelles
• Meilleur joueur libyen 2019 
• Meilleur attaquant libyen 2020 
• Meilleur buteur de la Coupe du Monde des Clubs de la FIFA 2019